# 福特方程式

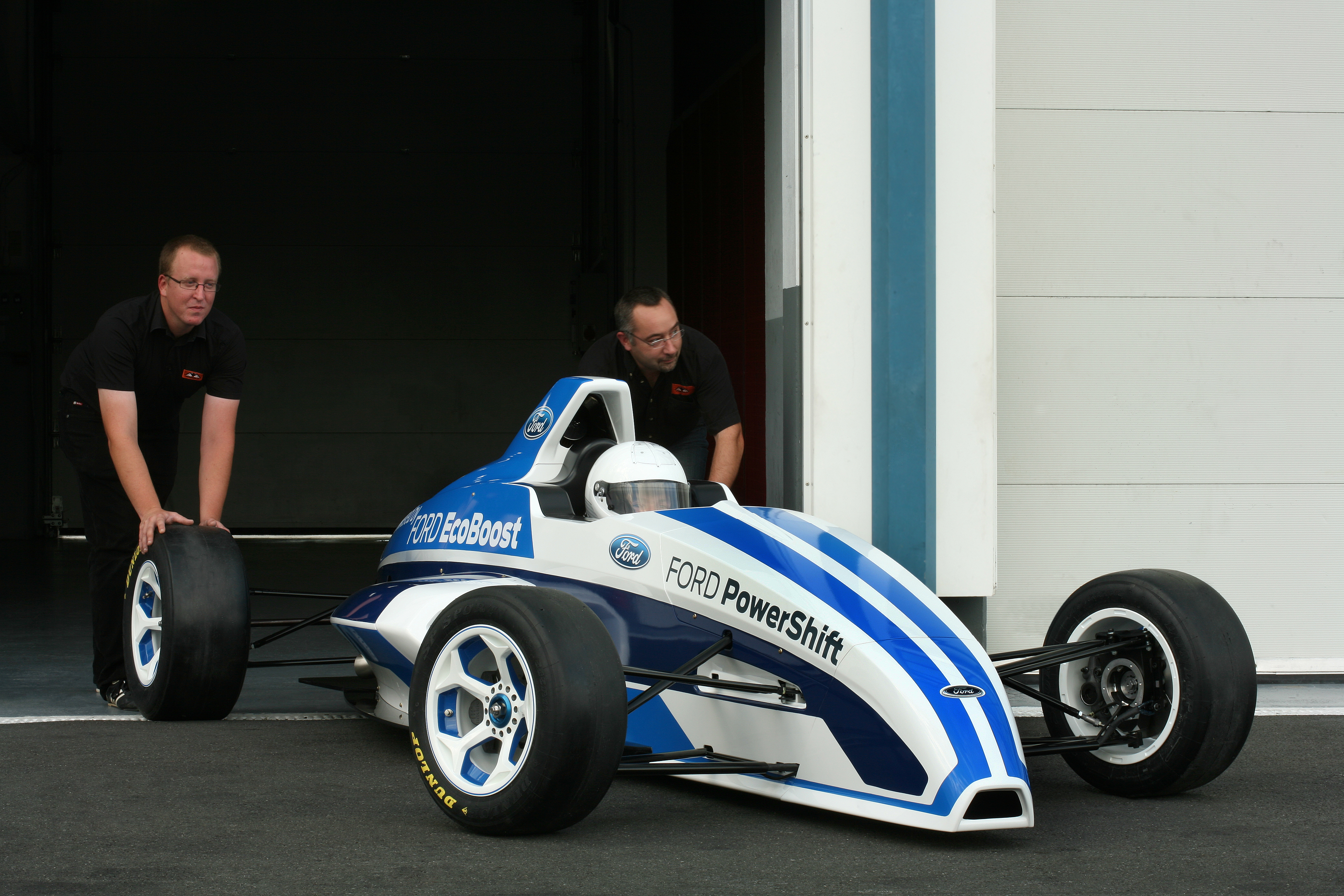
Ecoboost福特方程式赛车

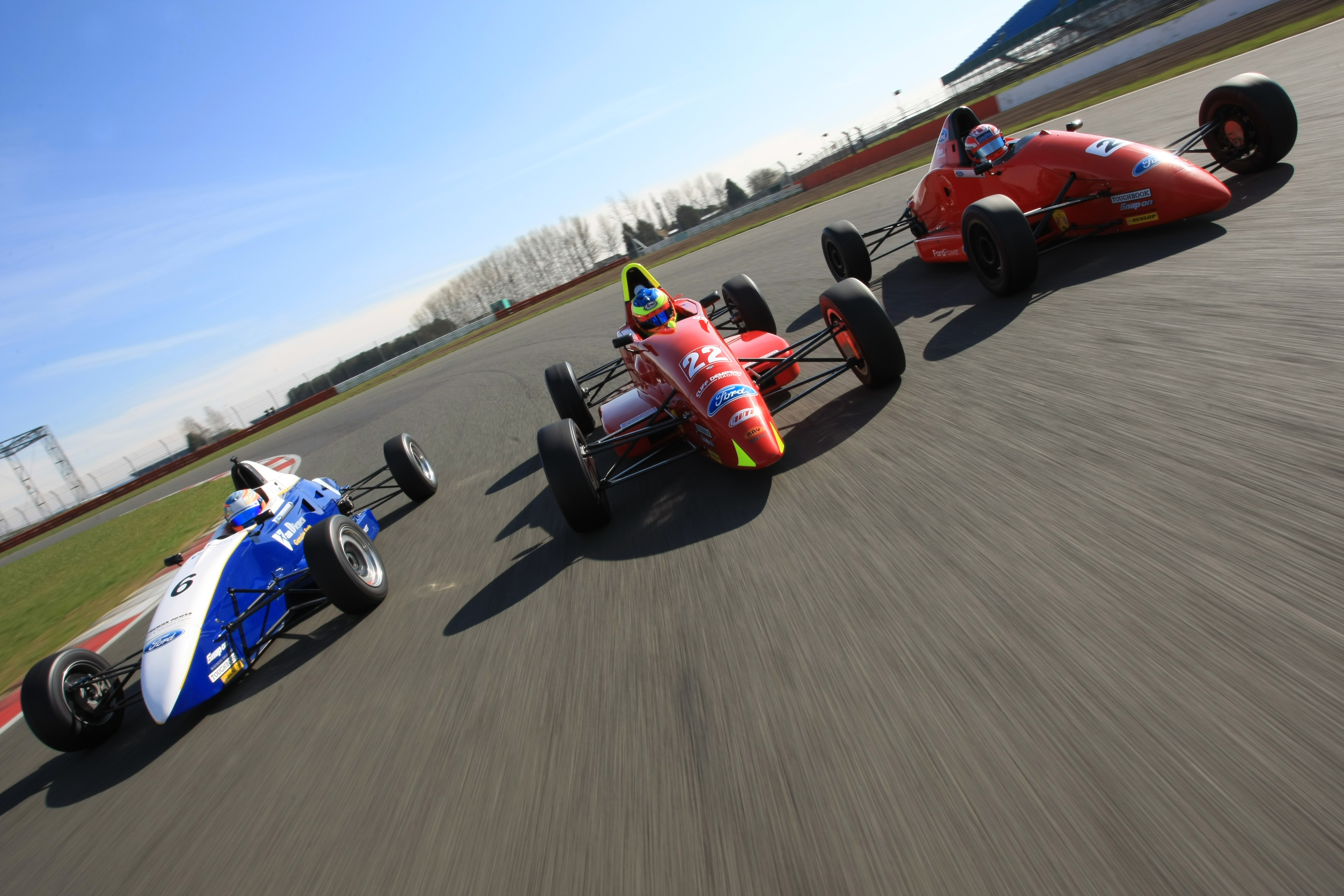
Duratec福特方程式赛车

福特方程式（Formula Ford）是一项入门级别的方程式赛车赛事，由福特汽车在1960年代初期创办，参赛车辆为单座开轮式赛车。在世界各地举办的系列比赛为这项赛事赢得了声誉，进入该项赛事被认为是车手职业生涯中的一个里程碑，也是车手进入一级方程式前的重要一步。参加这项赛事的既有职业车手，也有业余爱好者和发烧友。在福特方程式里取得成功的车手可以直接进入例如雷诺方程式这样初级的方程式项目，甚至有望获得三级方程式的参赛资格。
不同于大部分统一指定赛车的方程式赛事，福特方程式并不统一指定车型。各车队可以自行设计赛车、引擎以及其他部件，因而无论实力强弱规模大小的车队都能够参与这项赛事。目前，世界上只有三项方程式赛事允许自由设计单座式赛车，除了福特方程式之外，其他两个是三级方程式和一级方程式。
目前，福特方程式包括了福特方程式英国锦标赛（British Formula Ford Championship）、福特方程式欧洲杯（Formula Ford EuroCup）、福特方程式澳大利亚锦标赛（Australian Formula Ford Championship）以及美国F2000国家锦标赛（U.S. F2000 National Championship）等系列赛事。其中，创设于1976年的英国锦标赛是福特方程式的主要赛事。各项赛事遵照相同的规则与规章，但会因应各地环境作少许调整。